# Gmina Trąbki Wielkie
Die Gmina Trąbki Wielkie ist eine Landgemeinde im Powiat Gdański der polnischen Woiwodschaft Pommern. Ihr Sitz befindet sich im Dorf Trąbki Wielkie (deutsch Groß Trampken, kaschubisch: Trąbczi Wiôldżé).

## Gliederung
Zur Landgemeinde Trąbki Wielkie gehören 25 Orte (deutsche Namen bis 1945) mit einem Schulzenamt:
| - Błotnia (Braunsdorf) - Cząstkowo (Zinsgau) - Czerniewo (Scherniau) - Domachowo (Domachau) - Drzewina (Danziger Hauung) - Ełganowo (Lamenstein) - Gołębiewko (Kleingolmkau) - Gołębiewo Średnie (Mittel Golmkau) - Gołębiewo Wielkie (Groß Golmkau) | - Graniczna Wieś (Grenzdorf) - Kaczki (Katzke) - Kleszczewo (Groß Kleschkau) - Klępiny (Klempin) - Kłodawa (Kladau) - Łaguszewo (Lagschau) - Mierzeszyn (Meisterswalde) - Pawłowo (Groß Paglau) | - Postołowo (Postelau) - Rościszewo (Groß Roschau, 1938–1945 Roschau) - Sobowidz (Sobbowitz) - Trąbki Małe (Klein Trampken) - Trąbki Wielkie (Groß Trampken) - Warcz (Wartsch) - Zaskoczyn (Saskoschin) - Zła Wieś (Bösendorf) |

Weitere Ortschaften der Gemeinde sind:
| - Celmerostwo (Zelmerostowo) - Czerniec (Schwarzenfelde) - Czerniewko (Klein Scherniau) - Ełganówko | - Glinna Góra (Lehmberg) - Klowiter - Kobierzyn (Kobierschin) - Pruska Karczma (Prausterkrug, 1938–1945 F. Prausterkrug) | - Rościszewko (Klein Roschau) - Wojanowo (Woyanow) - Wymysłowo (Wimislowo) - Zielenina (Althütte) |

Ein deutscher Wohnplatz war Neu Grenzdorf, er ist im Schulzenamt Graniczna Wieś aufgegangen.

## Sehenswürdigkeiten

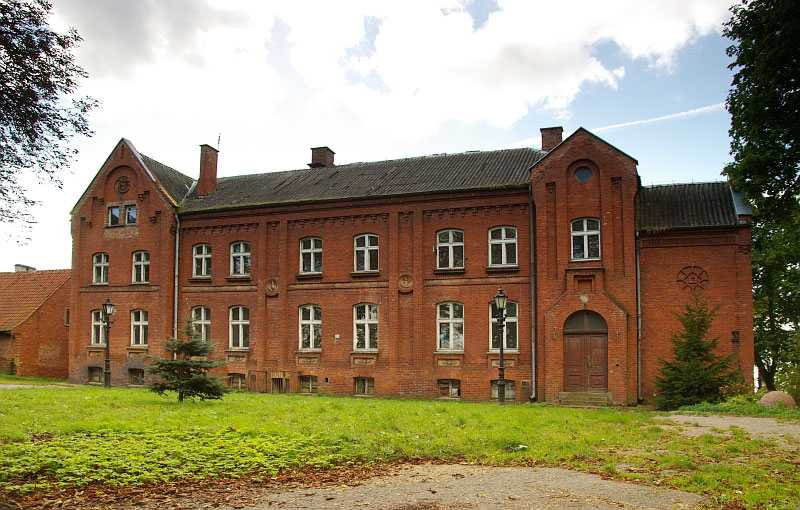
„Burg Sobbowitz“

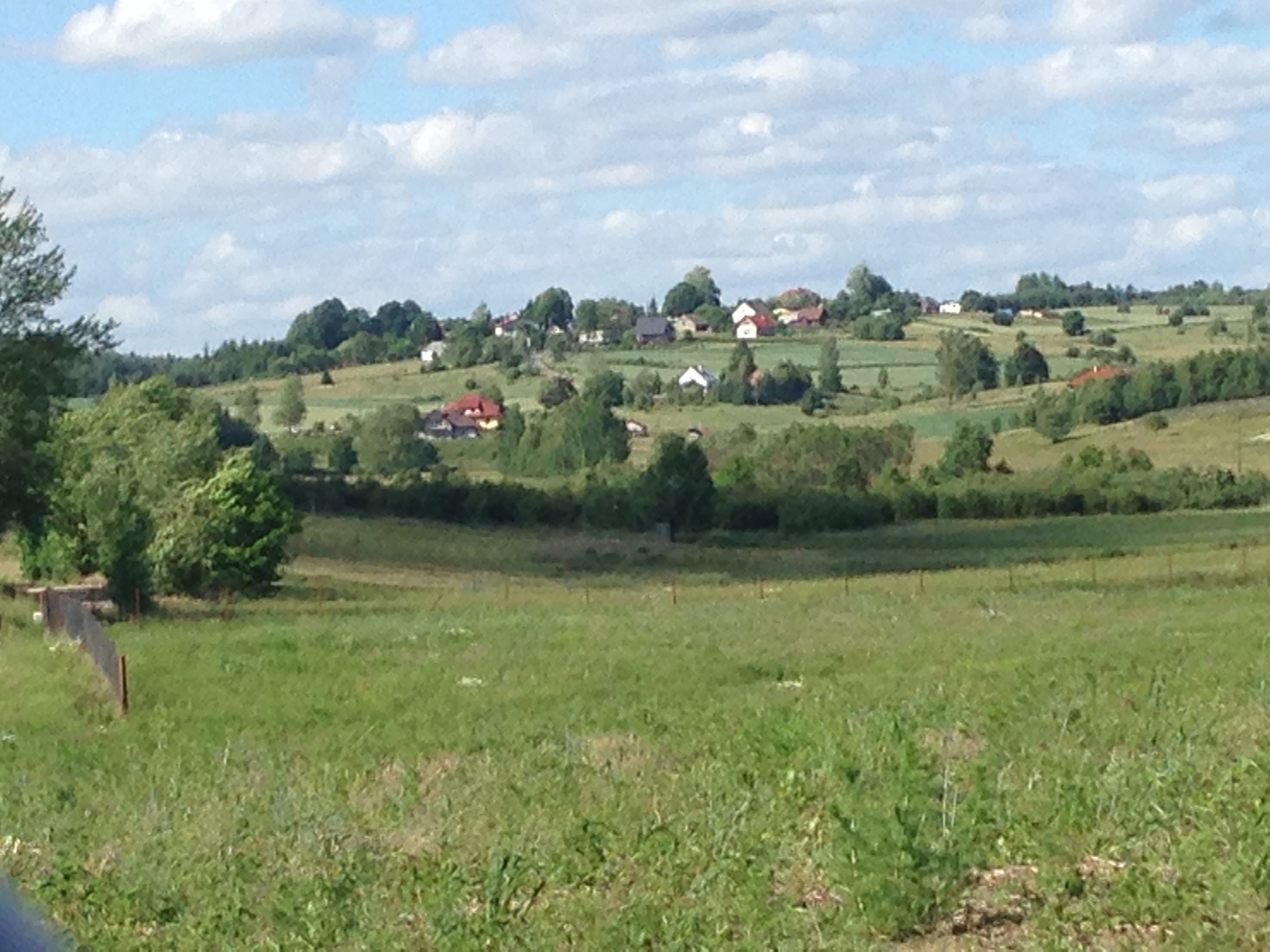
Błotnia, „Danziger Höhe“

- Von der Burg Sobbowitz (Zamek w Sobowidzu) sind nur noch einzelne Baureste erhalten. Diese Burg des Deutschen Ordens entstand am Anfang des 14. Jahrhunderts und wurde im 19. Jahrhundert durch ein Gutsgebäude überbaut.

## Persönlichkeiten
- Ignaz Stanislaus von Mathy (1765–1832), römisch-katholischer Bischof
- Alexander Graf von Kanitz, auf Saskoschin und Dommachau (1848–1940) preußischer Offizier, Generalleutnant und Stammvater der „Linie Cappenberg“ der Familie Kanitz
- Johannes Paul Aeltermann (1876–1939), seit 1912 katholischer Priester in Meisterswalde, bis zu seiner Ermordung durch die SS
- John Muhl (1879–1943), Staatsanwalt, Polizeibeamter und Landeshistoriker; geboren auf Gut Lagschau
- Alexander Herzberg (1887–1944), Mediziner, Psychologe und Philosoph; geboren in Sobbowitz
- Robert Wohlfeil (1889–1940), 1932–1939 katholischer Priester in Kladau, im KZ umgekommen
- Adolf Wicht (1910–1996), Brigadegeneral der Bundeswehr, Pressereferent des Bundesnachrichtendiensts; geboren in Golmkau
- Harro Otto (* 1937), emeritierter Strafrechtswissenschaftler; geboren in Sobbowitz.